# 韩南鹏
韩南鹏（1932年7月—2025年2月9日），男，福建龙溪人，中华人民共和国政治人物，中国民主同盟盟员，曾任湖北省人民政府副省长，湖北省政协副主席，中国民主同盟湖北省委员会主任委员。

## 生平
1955年毕业于东北林学院。